# Джеймс Родей
Джеймс Родей Родрігес (англ. James Roday Rodriguez; нар. 4 квітня 1976, Сан-Антоніо) — американський актор, режисер і сценарист. Найбільш відомий завдяки головній ролі в серіалі «Ясновидець» каналу USA Network, де він зіграв надзвичайно спостережливого детектива-консультанта та удаваного екстрасенса Шона Спенсера (англ. Shawn Spencer). Серед недавніх ролей — Гері Мендес у телесеріалі «Мільйон дрібниць» 2018—2023 ріків.

## Раннє життя
Народився в Сан-Антоніо, штат Техас, та від народження мав ім'я Джеймс Девід Родрігес (англ. James David Rodriguez). Його батько Джим (Джеймс) Родрігес, майстер-сержант ПС США у відставці, має мексиканське походження, мати Дебора Коллінз — англійське, ірландське та шотландське.
Джеймс Родрігес відвідував середню школу Вільяма Говарда Тафта в Сан-Антоніо. У відділі експериментального театру Нью-Йоркського університету вивчав театр і здобув ступінь бакалавра образотворчого мистецтва.
У віці 22 років він вибрав професійне ім'я Джеймс Родей. В інтерв'ю в липні 2020 року Родрігес пояснив, що це рішення головним чином було зумовлене продюсерами та кастинг-директорами, які вважали, що його зовнішність суперечить його латиноамериканському прізвищу. Щоб отримати першу роботу, він, після погодження з батьком, офіційно змінив своє друге ім'я, Девід, на Родей (під впливом прізвища другорядного персонажа п'єси Антона Чехова «Три сестри», Володимира Карловича Роде) та виключив «Родрігес» зі свого сценічного імені. У тому ж інтерв'ю він висловив жаль, що «продав свою спадщину приблизно за 15 секунд», і оголосив, що надалі він збирається використовувати своє повне офіційне ім'я Джеймс Родей Родрігес.

## Кар'єра
На початку акторської кар'єри Родрігес грав у різних театральних постановках: «Три сестри», «Поважне весілля» Бертольта Брехта, «Господиня суворості». Він зіграв головні ролі у постановках «Сексуальних збочень у Чикаго» та «Вимиранні», які сам продюсував зі своєю театральною трупою Red Dog Squadron. Для RDS він також поставив п'єсу «Жадібний», а також написав і поставив одноактну п'єсу «Життя». Його останній вихід на театральну сцену відбулася в грудні 2016 року, коли він зіграв у нью-йоркській постановці «Білий кролик, рудий кролик» іранського драматурга Нассіма Сулейманпура.

### Кіно і телебачення
Його дебют на великому екрані відбувся у фільмі «Скоро» 1999 року, в якому знімалися Раян Рейнольдс та інший дебютант, Ештон Кутчер.
Перші кінороботи також включають фільм 2003 року «Rolling Kansas» і екранізацію 2005 року «The Dukes of Hazzard» («Придурки з Хаззарду»). Під час зйомок він та Тодд Гартан і Джеймс ДеМонако написали сценарій для фільму «Skinwalkers» 2006 року. Ця творча команда також працювала над невикористаним сценарієм для екранізації відеогри Driver.
Серед телевізійних робіт Родрігеса того часу — головні ролі у серіалі «First Years» 2001 року та «Miss Match» 2003 року.

### Франшиза «Ясновидець»
Великий прорив стався 7 липня 2006 року з прем'єрою оригінального серіалу «Ясновидець» каналу USA Network. Вийшовши в ефір після прем'єри сезону іншого успішного комедійного детективу «Монк», «Ясновидець» здобув найвищі оцінки за свій сценарій як головне кабельне телешоу 2006 року. Загалом, серіал транслювався вісім сезонів, до 2014 року.
У 2017 році Родрігес повернувся до своєї найвідомішої ролі, коли став головним актором та виконавчим продюсером у фільмі «Psych: The Movie», сценарій до якого він також написав у співавторстві з творцем серіалу «Ясновидець» Стівом Френксом. Фільм вийшов в ефір на USA Network у грудні 2017 року.
Продовження, «Psych 2: Lassie Come Home», було анонсоване 14 лютого 2019 року. Його знімали у Ванкувері в березні-квітні того ж року та представили 15 липня 2020 року на потоковому сервісі Peacock компанії NBCUniversal. «Лессі повертайся додому» був першим проєктом, у якому фігурувало повне ім'я актора — Джеймс Родей Родрігес. Він знову став співавтором сценарію та виконавчим продюсером.
Третій фільм, «Psych 3: This Is Gus», знятий у червні 2021 року та випущений на Peacock 18 листопада 2021. За чутками, станом на травень 2023 року, готується четвертий фільм про Ясновидця.

### Після «Ясновидця»
Після завершення серіалу «Ясновидець», Родрігес знімався в різних пілотних проєктах і незалежних фільмах, зокрема в головній ролі в «Pushing Dead» незалежного кінорежисера Тома Брауна, який здобув безліч нагород на кінофестивалях по всій країні.
Водночас Родрігес почав зосереджуватися на роботі режисера, сценариста і продюсера. Відтоді він став режисером епізодів серіалів «Батл-Крік», «Час пік», «Роузвуд», «Blood Drive» та «Ординатор», а також розробив, написав і зняв пілотні проєкти «Shoot The Moon» для USA Network та «Quest For Truth» для E!.
У 2013 році Родрігес зняв свій перший повнометражний фільм під назвою «Gravy», за власним сценарієм у співавторстві з Тоддом Гартаном. Він написав сценарій (знову разом із Тоддом Гартаном) і зняв свій другий фільм «Treehouse» в рамках щомісячної антології фільмів жахів каналу Hulu «Into The Dark», який вийшла в ефір у березні 2019 року.
У 2021 році Родрігес озвучував Тома, персонажа анімаційного фільму «Night of the Animated Dead» («Ніч анімованих мерців»), адаптації культової стрічки 1968 року «Ночі живих мерців» режисера Джорджа Ромеро.
У 2022 році Родрігес зняв для Disney+ два епізоди серіалу «The Crossover», який продюсував зірка НБА Леброн Джеймс та прем'єра якого відбулася 5 квітня 2023 року.
У 2023 році Родрігес поставив світову прем'єру п'єси Лоуренса Девіса «Masters of Puppets» для театру Legacy у Бренфорді, штат Коннектикут. У п'єсі зіграли Аманда Детмер, Курт Фуллер, Дейна Ешбрук і Майкл Гоґан з «Ординатора». Родрігес також став членом опікунської ради театру.
У 2023 році актор зіграв Гері Мендеса в телевізійній драмі каналу ABC «Мільйон дрібниць». Він написав останній епізод серіалу, «One Big Thing», разом із творцем серіалу Ді Джеєм Нешем.

## Особисте життя
Родрігес є одним із художніх керівників Red Dog Squadron, некомерційної театральної трупи Лос-Анджелеса, яку він заснував разом з Бредом Рейдером. У 2012 році Родрігес і, на той час, художній керівник Black Dahlia Метт Шекман купили театр El Centro і почали тривалий процес реконструкції з наміром знову відкрити його під оригінальною назвою театр Circle. В інформаційному листі від серпня 2018 року Рейдер і Родрігес оголосили, що їм довелося перепродати театр на початку 2018 року.
Родрігес зустрічався зі своєю колегою по серіалу «Ясновидець» Меггі Лоусон (виконувала роль детектива Джулс О'Хара) з 2006 по 2014 рік, одночасно з показом серіалу.

## Фільмографія

### Актор
| Рік       | Назва               | Оригінальна назва             | Роль                            | Примітки                                                   |
| --------- | ------------------- | ----------------------------- | ------------------------------- | ---------------------------------------------------------- |
| 1999      | Скоро               |                               | Чад                             |                                                            |
| 1999      |                     | Ryan Caulfield: Year One      | Вік                             | телесеріал                                                 |
| 2000      |                     | Believe                       | Брюс Арм / Агент Джонні         | короткометражний                                           |
| 2000      |                     | Get Real                      | Трент Сайкс                     | телесеріал                                                 |
| 2001      |                     | First Years                   | Едгар                           | мінісеріал                                                 |
| 2002      | Реплі-Кейт          | Repli-Kate                    | Макс                            |                                                            |
| 2002      | Провіденс           | Providence                    | Александер Конрад               | телесеріал                                                 |
| 2002      | Шоу починається     | Showtime                      | відеооператор                   |                                                            |
| 2002      |                     | Rolling Kansas                | Дік Мерфі                       |                                                            |
| 2003      |                     | Miss Match                    | Нік Пейн                        | телесеріал                                                 |
| 2005      |                     | Don't Come Knocking           | Міккі, перший помічник режисера |                                                            |
| 2005      | Придурки з Хаззарду | The Dukes of Hazzard          | Біллі Прікетт                   |                                                            |
| 2006      | Пивний бум          | Beerfest                      | німецький посланець             |                                                            |
| 2006-2014 | Ясновидець          | Psych                         | Шон Спенсер                     | Телесеріал, також сценарист, режисер і продюсер 2009—2014  |
| 2008      |                     | Fear Itself                   | Карлос                          | Мінісеріал-антологія                                       |
| 2009      | Геймер              | Gamer                         | Ведучий новин                   |                                                            |
| 2011      |                     | WWE Tough Enough              | камео                           | Спортивне телешоу                                          |
| 2011      |                     | Love Bites                    | Джефф                           | телесеріал                                                 |
| 2012      |                     | WWE Raw Super Show            | камео                           | Спортивне телешоу                                          |
| 2013      |                     | Mr. Payback                   | Малікай                         | короткометражний                                           |
| 2015      |                     | Gravy                         | Марті                           | Також режисер і співавтор сценарію                         |
| 2015      |                     | Good Session                  | Джоел                           |                                                            |
| 2015      |                     | Christmas Eve                 | Б                               |                                                            |
| 2015      |                     | Baby Baby Baby                | Джей Бі                         |                                                            |
| 2015      |                     | The Nerd Herd                 | Кіп Мітчелл                     |                                                            |
| 2016      |                     | Pushing Dead                  | Ден Шойбле                      |                                                            |
| 2017      |                     | Psych: The Movie              | Шон Спенсер                     | Телефільм, також співавтор сценарію та виконавчий продюсер |
| 2018-2023 | Мільйон дрібниць    | A Million Little Things       | Гері (Хав'єр) Мендес            | телесеріал                                                 |
| 2018      |                     | Fortune Rookie                | Родей                           | телесеріал                                                 |
| 2019      |                     | Buddy Games                   | Зейн                            |                                                            |
| 2019      |                     | Berserk                       | офіцер Двейн                    |                                                            |
| 2020      |                     | Psych 2: Lassie Come Home     | Шон Спенсер                     | Телефільм, також співавтор сценарію та виконавчий продюсер |
| 2021      |                     | Psych 3: This Is Gus          | Шон Спенсер                     | Телефільм, також співавтор сценарію та виконавчий продюсер |
| 2023      |                     | Buddy Games: Spring Awakening | Зейн                            |                                                            |

### Режисер і сценарист
| Рік       | Назва            | Оригінальна назва         | Режисер | Сценарист | Примітки                          |
| --------- | ---------------- | ------------------------- | ------- | --------- | --------------------------------- |
| 2002      |                  | The Driver                |         | Так       | невикористаний сценарій           |
| 2006      |                  | Skinwalkers               |         | Так       |                                   |
| 2009-2014 | Ясновидець       | Psych                     | Так     | Так       | телесеріал                        |
| 2014      |                  | Shoot the Moon            | Так     | Так       | невипущений пілотний епізод       |
| 2015      |                  | Gravy                     | Так     | Так       |                                   |
| 2015      |                  | Battle Creek              | Так     | Так       | режисер одного епізоду            |
| 2015      |                  | Quest for Truth           | Так     | Так       | невипущений пілотний епізод       |
| 2015-2016 |                  | Rosewood                  | Так     |           | режисер п'яти епізодів            |
| 2016      |                  | Rush Hour                 | Так     |           | режисер одного епізоду            |
| 2017      |                  | Blood Drive               | Так     |           | режисер двох епізодів             |
| 2017      |                  | Psych: The Movie          |         | Так       |                                   |
| 2018-2019 | Ординатор        | The Resident              | Так     |           | режисер трьох епізодів            |
| 2019      |                  | Treehouse                 | Так     | Так       |                                   |
| 2020      |                  | Psych 2: Lassie Come Home |         | Так       |                                   |
| 2021      |                  | Psych 3: This Is Gus      |         | Так       |                                   |
| 2023      |                  | The Crossover             | Так     |           | режисер двох епізодів             |
| 2023      | Мільйон дрібниць | A Million Little Things   |         | Так       | співавтор сценарію одного епізоду |

### Нагороди
| Рік  | Нагорода                  | Організація       | Номінація                                            | Робота         | Примітки                       |
| ---- | ------------------------- | ----------------- | ---------------------------------------------------- | -------------- | ------------------------------ |
| 2011 | Best Of 2010—2011 Scenies | StageSceneLA      | найкраща режисура — комедія/драма                    | Greedy (п'єса) | [ 10 ]                         |
| 2012 | Imagen Award              | Imagen Foundation | найкращий актор — телебачення                        | Ясновидець     | [ 11 ]                         |
| 2017 | FilmOut Festival Award    | FilmOut Festival  | найкращий актор                                      | Pushing Dead   | 19th Annual LGBT Film Festival |
| 2012 | 2nd Annual Timmys Awards  | Tech in Motion    | найкращий актор головної ролі в драматичному серіалі | Ясновидець     |                                |